# River Phoenix
River Jude Phoenix, född 23 augusti 1970 i Metolius nära Madras, Oregon, död 31 oktober 1993 i Hollywood, Los Angeles, var en amerikansk skådespelare som slog igenom i filmen Stand by Me (1986).

## Biografi
River Phoenix hade fyra syskon, brodern Joaquin (som också är skådespelare) samt systrarna Rain, Summer och Liberty. När han var liten var hans föräldrar med i organisationen Children of God. Tillsammans med sin tre år yngre syster Rain fick Phoenix uppträda som gatumusikant för att få in pengar till det fattiga hushållet. Phoenixs familj lämnade Children of God när han var 7 år. De blev alla vegetarianer eftersom Joaquin som fyraåring ifrågasatte varför de åt kött efter att ha sett ett program på TV om fiske. River övertalade dem att även utesluta ägg och mjölkprodukter. River var under resten av sitt liv strikt vegan och kämpade för djurrätt och även miljön.

### Karriär
River fick sitt stora genombrott i filmen Stand by Me år 1986 där han spelar 12-årige Chris Chambers. Han var då 16 år. År 1988 blev han nominerad till en Oscar för bästa manliga biroll i filmen Flykt utan mål. Han spelade även den unge Indiana Jones i den tredje filmen, Indiana Jones och det sista korståget (1989). År 1991 fick han Volpipokalen för sin insats i filmen På drift mot Idaho vid filmfestivalen i Venedig. 

### Död
Phoenix avled den 31 oktober 1993 utanför baren The Viper Room i Hollywood efter att ha tagit en överdos av heroin och kokain. Han skulle ha spelat rollen som journalisten Daniel Molloy i En vampyrs bekännelse, men på grund av hans bortgång tog Christian Slater sig an rollen.

## Arv
Varje år den 31 oktober hyllar fans skådespelarens liv. Hans berömda citat "Att skådespela är som en Halloween-mask som du tar på dig." nämns ofta av fans på sociala medier. Andra manliga skådespelare som har krediterat Phoenix som ett stort inflytande samt banat väg för dem inkluderar Leonardo DiCaprio, Jared Leto, James Franco och många fler.
Under sitt acceptanstal för Bästa manliga huvudroll vid Oscarsgalan 2020 hedrade Joaquin Phoenix sin bror genom att säga "När han var 17 år skrev min bror [River] denna text. Han sa: 'spring till räddning med kärlek och fred kommer att följa.'" Joaquin och hans partner Rooney Mara namngav sin son, River, efter honom.

## Filmografi (i urval)

### Film
| År   | Titel                                 | Roll                  | Anmärkning    |
| ---- | ------------------------------------- | --------------------- | ------------- |
| 1985 | Upptäckarna                           | Wolfgang Müller       |               |
| 1986 | Stand by Me                           | Chris Chambers        |               |
| 1986 | Moskitkusten                          | Charlie Fox           |               |
| 1988 | Jimmy Reardons erövringar             | Jimmy Reardon         |               |
| 1988 | Spioner i familjen                    | Jeff Grant            |               |
| 1988 | Flykt utan mål                        | Danny Pope            |               |
| 1989 | Indiana Jones och det sista korståget | Indiana Jones som ung |               |
| 1990 | Jag älskar dig till döds              | Devo Nod              |               |
| 1991 | Vadet                                 | Eddie Birdlace        |               |
| 1991 | På drift mot Idaho                    | Mikey Waters          |               |
| 1992 | Sneakers                              | Carl Arbogast         |               |
| 1993 | Tand för tunga                        | Talbot Roe            |               |
| 1993 | Thing Called Love                     | James Wright          |               |
| 2012 | Dark Blood                            | Boy                   | Inspelad 1993 |

### TV
| År        | Titel                           | Roll                          | Anmärkning                                     |
| --------- | ------------------------------- | ----------------------------- | ---------------------------------------------- |
| 1982–1983 | Seven Brides for Seven Brothers | Guthrie McFadden              | 21 avsnitt                                     |
| 1984      | Celebrity                       | Jeffie Crawford som 11 år     | Miniserie                                      |
| 1984      | ABC Afterschool Specials        | Brian Ellsworth               | Avsnittet: "Backwards: The Riddle of Dyslexia" |
| 1984      | It's Your Move                  | Brian                         | Pilotavsnittet                                 |
| 1984      | Hotellet                        | Kevin                         | Avsnittet: "Transitions"                       |
| 1985      | Robert Kennedy and His Times    | Robert F. Kennedy Jr. (Del 3) | Miniserie                                      |
| 1985      | Fem i familjen                  | Eugene Forbes                 | Avsnittet: "My Tutor"                          |
| 1985      | Surviving                       | Philip Brogan                 | TV-film                                        |
| 1986      | Våld i generationer             | Chris Benfield                | TV-film                                        |